# Sorel-Moussel
Sorel-Moussel is een gemeente in het Franse departement Eure-et-Loir (regio Centre-Val de Loire). De plaats maakt deel uit van het arrondissement Dreux. Sorel-Moussel telde op 1 januari 2022 1.782 inwoners.

## Geografie
De oppervlakte van Sorel-Moussel bedroeg op 1 januari 2022 12,8 vierkante kilometer; de bevolkingsdichtheid was toen 139,2 inwoners per km².

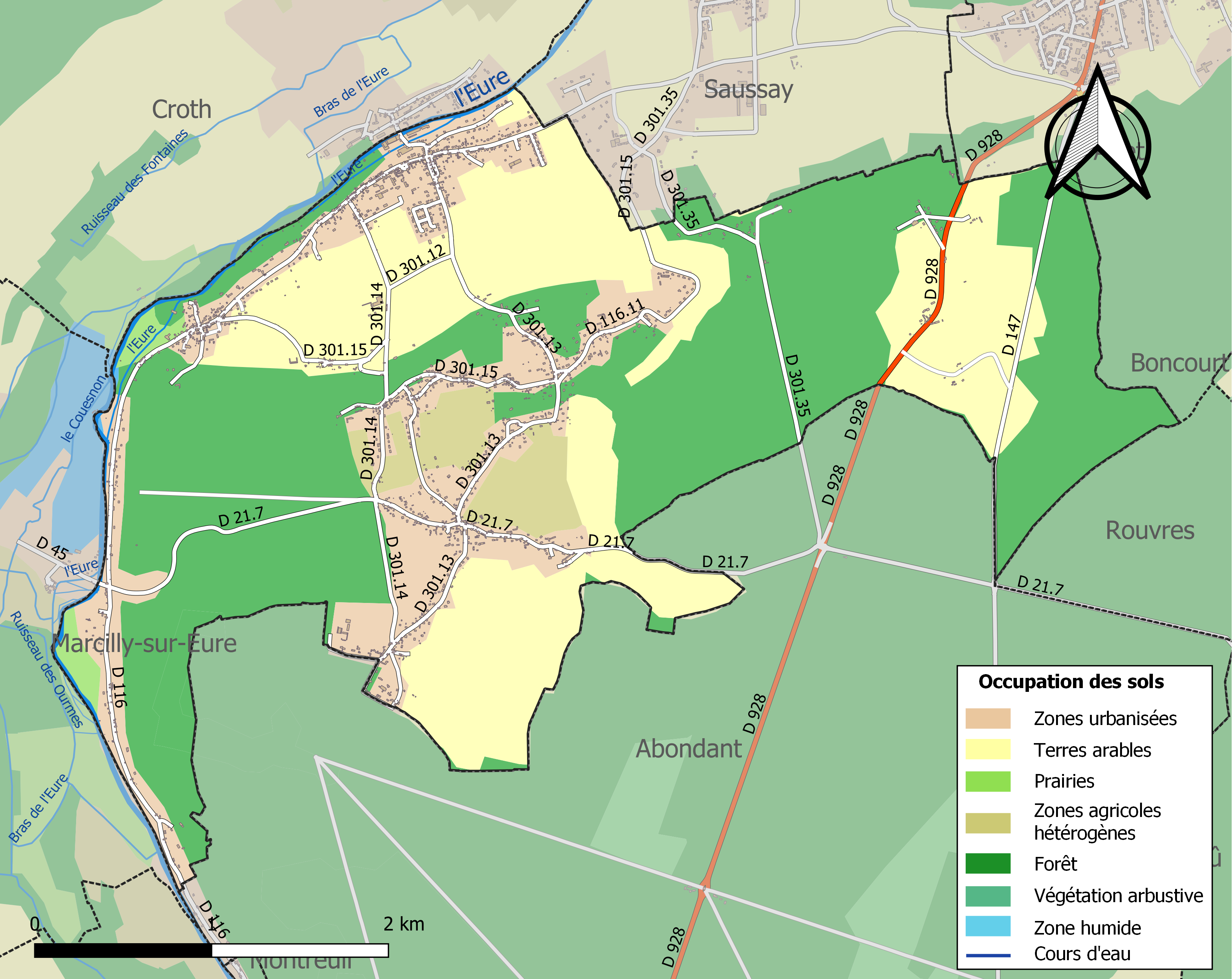
Kaart van de gemeente met belangrijkste infrastructuur, bodemgebruik en omliggende gemeenten

## Demografie
Onderstaande figuur toont het verloop van het inwonertal (bron: INSEE-tellingen).